# Assar Lindbeck
Carl Assar Eugén Lindbeck (Umeå, 26 de enero de 1930 - Estocolmo, 28 de agosto de 2020) fue un profesor de economía sueco, siempre profesor en la Universidad de Estocolmo y en el Instituto de Investigación de Economía Industrial (IFN). También fue conocido como pintor.

## Economista

### Biografía
En 1963 Lindbeck obtuvo su Doctorado por la Universidad de Estocolmo con una tesis titulada "Un estudio del análisis monetario".
Hasta 1995, Lindbeck, dirigió el Instituto de Estudios Económicos Internacionales (IIEL) de la Universidad de Estocolmo. Desde 1995, dividió su tiempo entre el IFN y el IIEL.
En 1992 y 1993, dirigió la comisión llamada "Lindbeck", nombrada por el gobierno sueco para proponer reformas en la crisis económica que estaba teniendo lugar.
Lindbeck, fue miembro de la Real Academia de Ciencias de Suecia y la Academia Noruega de Ciencias y Letras.
De 1980 a 1994, también presidió el comité del Premio del Banco de Suecia en ciencias económicas en memoria de Alfred Nobel.

### Trabajos sobre economía
Lindbeck, realizó trabajos sobre el desempleo. Se le debe, en particular (con la colaboración de Denis Snower), la teoría de los insiders-outsiders, editado en 1988 y un análisis publicado en 1992 sobre "La estructura salarial intersectorial y el poder de los trabajadores de plantilla", que ayudan a explicar algunas de las rigideces en la contratación en el mercado de trabajo.
También publicó una investigación sobre el estado de bienestar y el efecto de la evolución de las normas sociales. Según él, el sistema de bienestar erosiona las normas relativas al trabajo y las responsabilidades: un cambio en la ética de trabajo está vinculado a un aumento de la dependencia de las instituciones del estado del bienestar. Sostuvo al respecto: "En estos momentos tenemos un problema: la utilización indebida de los subsidios. Fíjese que en tres países europeos que alardean de ofrecer una excelente cobertura sanitaria a sus ciudadanos, Holanda, Noruega y Suecia, se dan los índices más elevados de bajas por enfermedad. La gente está sana, pero pide la baja médica. Hay una picaresca tremenda. En Suecia, la gente falta al trabajo una media de 22 días al año, cuando en Japón la media es solo de tres. Ambos casos son extremos. Pero no es solo la baja por enfermedad. En mi país, los padres pueden faltar al trabajo cuando los hijos están enfermos. Lo cual está muy bien. Pero en la práctica, la gente se queda en casa aunque el niño se haya recuperado completamente. Toda esta picaresca está destruyendo el Estado de bienestar. La gente se jubila muy pronto en muchos países europeos, se van a casa con 55 años, o menos; otros se acogen al paro aunque puedan obtener un trabajo. Y la gente lo ve tan normal. Hicimos una encuesta no hace mucho para saber si a los ciudadanos les parecía bien cogerse la baja por enfermedad sin estar enfermos, y el 60% de los encuestados dijo que sí."
También publicó trabajos sobre la reforma de la economía y de los cambios sociales en China.
Fue conocido de los estudiantes de economía por su frase provocadora: "el control de los alquileres es la forma más efectiva para destruir una ciudad, junto con el bombardeo".
Respecto a la situación actual del capitalismo esgrimió: "el capitalismo no ha dejado de extenderse por el mundo. Pero cada vez tiene más problemas. Uno de ellos es la falta de disciplina en los mercados financieros. Muchos actores, en estos mercados, asumen demasiados riesgos, y eso afecta a la economía. Lo hemos visto con la crisis del mercado inmobiliario en Estados Unidos. Una y otra vez, los mercados crean problemas al conjunto de la economía."
Fue considerado la máxima figura de la economía sueca desde los años ochenta y un observador cualificado de las políticas económicas (generalmente acertadas) y, que los gobiernos de su país, teniendo en cuenta la línea de sus aportes, han ido implantando.
Considerado uno de los mayores analistas de las medidas del estado del bienestar entendió, entre otros aspectos, lo siguiente: "Un dilema importante respecto a las futuras políticas del Estado de bienestar consiste en dilucidar si los políticos deben seguir confiando  en reformas discrecionales ad hoc o si, por el contrario, deben tratar de crear mecanismos automáticos de ajuste “incorporados” a los diferentes sistemas de prestaciones. Esto último se refiere a ajustes gestionados administrativamente, más que políticamente, de algunos sistemas de prestaciones como respuesta, por ejemplo, a los cambios demográficos, al crecimiento real de los salarios y al crecimiento del empleo. La ventaja de emplear mecanismos automáticos de ajuste consiste en que reducen la “carga” que supone para los políticos la toma de decisiones impopulares. La introducción de  mecanismos de ajuste automático se ha llevado a cabo efectivamente en algunos países. Por ejemplo, en Suecia las prestaciones de las pensiones serán determinadas en el futuro mediante ajustes automáticos a la baja de las prestaciones en el caso de que el número de pensionistas aumente como resultado de la mayor esperanza de vida, o si bajara la tasa de crecimiento de los salarios reales de los trabajadores. Pero para que los sistemas de seguros sociales adquieran mayor estabilidad financiera tras la adopción de  mecanismos automáticos de ajuste sería necesario que las normas que los regulan resulten políticamente estables, lo que sigue siendo una incógnita. Independientemente de que las reformas consistan en intervenciones ad hoc o en mecanismos automáticos de ajuste existen argumentos a favor de que las reformas se hagan más pronto que tarde. Si las reformas se retrasan mucho, puede que tengan que llegar a ser muy drásticas; especialmente  si las normas sociales que se oponen a la “sobreutilización” de los sistemas de prestaciones continúan debilitándose."

## Artista
Lindbeck presentó sus trabajos en pequeñas exposiciones en Estocolmo. Sus pinturas fueron, generalmente, introspectivas.